# Naratriptan
Naratriptanul este un medicament din clasa triptanilor și este utilizat în tratamentul migrenelor. Calea de administrare disponibilă este cea orală.
Molecula a fost patentată în 1987 și a fost aprobată pentru uz medical în anul 1997.

## Utilizări medicale
Naratriptanul este indicat în tratamentul acut al fazei de cefalee a episoadelor de migrenă, cu sau fără aură.

## Farmacologie
Naratriptanul este un agonist selectiv al receptorilor pentru serotonină (de tipul 5-HT1B și 5-HT1D) de la nivelul vaselor sanguine cerebrale.